# عالی انجامش می‌دهیم
عالی انجامش می‌دهیم، عالی عمل می‌کنیم یا عالی تمامش می‌کنیم (انگلیسی: Killin' It؛ کره‌ای: 때깔) اولین آلبوم استودیویی از گروه پسرانۀ اهل کره جنوبی پی‌وان‌هارمونی است که در ۵ فوریۀ ۲۰۲۴ توسط اف‌ان‌سی انترتینمنت منتشر شد. و با تک‌آهنگ اصلی «عالی انجامش می‌دهیم» که موزیک ویدئوی آن در کنار آلبوم منتشر شد، تبلیغ شد. این آلبوم در صدر جدول آلبوم‌های سرکل و بین ۴۰ آلبوم برتر بیلبورد ۲۰۰ آمریکا قرار گرفت.

## پس‌زمینه و انتشار
رپر جونگ‌سوب در نوشتن تمام آهنگ‌های آلبوم مشارکت داشت، همچنین کی‌هو، جی‌وونگ و این‌تاک چندین آهنگ را نوشتند. این آلبوم کاوشی در «سبک‌های یکپارچه‌سازی با برگشت به عقب» نام داشت.

## موفقیت تجاری
عالی انجامش می‌دهیم بالاترین چارت پی‌وان‌هارمونی را تا به امروز نشان می‌دهد و به اولین آلبوم شماره یک آن‌ها در کره جنوبی تبدیل شد، به‌طوری که در هفتۀ اول ۱۴۸۱۳۶ نسخه فروخت. این آلبوم همچنین در رتبه ۳۹ بیلبورد ۲۰۰ آمریکا و رتبه هشتم در چارت آلبوم‌های مستقل آمریکا با فروش ۱۸۰۰۰ نسخه در هفتۀ اول به فروش رسید و در رتبۀ دوم فروش آلبوم برتر قرار گرفت.

## نمودارها

### نمودارهای هفتگی
| نمودار (۲۰۲۴)                      | شماره |
| ---------------------------------- | ----- |
| آلبوم‌های بین‌المللی کرواسی (اچ‌دی‌یو) | ۲۰    |
| آلبوم‌های مجارستان (ام‌ای‌اچ‌ای‌اس‌زد)   | ۱۵    |
| آلبوم‌های کره جنوبی (سرکل)          | ۱     |
| بیلبورد ۲۰۰ آمریکا                 | ۳۹    |
| آلبوم‌های مستقل آمریکا (بیلبورد)    | ۸     |
| آلبوم‌های جهانی آمریکا (بیلبورد)    | ۱     |

### نمودارهای ماهیانه
| نمودار (۲۰۲۴)             | شماره |
| ------------------------- | ----- |
| آلبوم‌های کره جنوبی (سرکل) | ۸     |